# Los Frentones
Los Frentones è un municipio dell'Argentina situato nel dipartimento di Almirante Brown, in provincia di Chaco.